# WWE ThunderDome

Логотип The WWE ThunderDome

WWE ThunderDome — это название виртуальной видеоконференции WWE для трансляций их шоу. ThunderDome был запущен в августе 2020 года во время пандемии COVID-19 как способ для поклонников рестлинга виртуально посещать шоу WWE. Этот опыт работает с пользователями, регистрирующимися за несколько дней до события, входящими в систему и присоединяющимися к выделенному им времени вызова, чтобы наблюдать за событием в режиме реального времени. Присутствовать на мероприятии можно бесплатно. За первые три месяца было подано более 130 000 заявок на доступ к веб-сайту ThunderDome.
В настоящий момент ThunderDome принимался на двух аренах, обе из которых находились во Флориде, Соединенные Штаты. Первая резиденция проходила в Эмвей-центр Орландо с 21 августа по 7 декабря 2020 года. В связи с началом сезонов ECHL и NBA 2020-21 года WWE перенесла ThunderDome на арену для бейсбола Тропикана-филд в Сент-Питерсберге, которое началось 11 декабря. (Поле Тропикана также называлось ThunderDome, когда оно было домашней ареной Тампа-Бэй Лайтнинг в 1993-96 годах.) Аналогичный опыт под названием Capitol Wrestling Center был запущен для бренда WWE NXT в октябре 2020 года.

## История создания

Арена Эмвей-центр, внутри которой установлен ThunderDome используя: дроны, лазеры, пиротехника, дым и проекции используются для усиления выходов рестлеров на уровне. Почти 1000 светодиодных плат установлены, чтобы обеспечить ряды виртуальных фанатов

В середине марта 2020 года, с наступлением пандемии COVID-19 американская публичная компания, занимающаяся проведением мероприятий рестлинга WWE перенесла большую часть своих программ для своих брендов Raw и SmackDown в Подготовительный Центр WWE в Орландо, штат Флорида, без присутствия фанатов; в конце мая промоушен начал использовать стажеров Подготовительного Центра в качестве живой аудитории, которая в середине июня была расширена до друзей и членов семьи рестлеров. 17 августа 2020 года WWE объявила, что весь ростер переедет в Эмвей-центр в Орландо, где их эпизоды Monday Night Raw, Friday Night SmackDown, 205 Live и pay-per-view шоу будут транслироваться в течение длительного периода, начиная с эпизода SmackDown от 21 августа. Как и в случае с трансляциями из Подготовительного Центра, эти программы транслируются за закрытыми дверями, без зрителей. Они также показывают более крупномасштабное производство на арене, объявленное как WWE ThunderDome, с экранами, окружающими ринг, отображающими виртуальных зрителей через видеоконференцию (подобно соседнему NBA пузырю). 21 августа эпизод SmackDown был первым телевизионным эпизодом, снятым таким образом, а всего через два дня SummerSlam стал их первым pay-per-view, в котором был показан опыт просмотра фанатов через ThunderDome.
В создании ThunderDome, WWE сотрудничает с The Famous Group компания полным спектром услуг и опыта. Внутри ThunderDome установлены: дроны, лазеры, пиротехника, дым и проекции используются для усиления выходов рестлеров на уровне, аналогичном уровню pay-per-view до пандемии. Исполнительный вице-президент WWE по телевизионному производству Кевин Данн далее отметил, что «теперь мы можем делать то, что никогда не могли бы сделать иначе». Почти 1000 светодиодных плат установлены, чтобы обеспечить ряды виртуальных фанатов. Звук арены также смешивается с звуком виртуальных болельщиков, так что можно услышать песнопения болельщиков. Болельщики могут бесплатно виртуально посещать шоу, хотя они должны заранее зарезервировать свое виртуальное место. В ночь проведения шоу фанаты присоединяются к нему в отведенное им время звонка.
Первоначальное соглашение WWE о местопребывание в Эмвей-центре истекло 31 октября, но с возможностью продления контракта с уведомлением за две недели. 12 октября PWInsider сообщил, что контракт был продлен, при этом сайт Fightful раскрыл дату истечения изменённого контракта до 24 ноября. 19 ноября WWE объявила, что Thunderdome останется во Флориде, но переедет на Tropicana Field в Санкт-Петербурге, начиная с эпизода SmackDown от 11 декабря. Этот шаг был сделан в связи с началом сезонов ECHL и NBA 2020-21 годов, поскольку Amway Center является домашней ареной хоккеной команды Orlando Solar Bears (ECHL) и баскетбольной команды Orlando Magic, а задержки WWE привели к тому, что Солар_Бэрс сыграли свои первые три уик-энда сезона на выезде. Из-за продолжительности времени, необходимого для переезда ThunderDome в Tropicana Field, Эмвей-центр дал WWE продление резидентства на две недели. Финальным шоу ThunderDome, прошедший в Эмвей-центре, стал эпизод Raw от 7 декабря. Промоушен не объявлял о продолжительности их пребывания на Тропикана Филд, но, как ожидается, компания покинет арену где-то в марте 2021 года, чтобы бейсбольной команде «Тампа-Бэй Рэйс» подготовиться к сезону 2021 года.
4 октября 2020 года на NXT TakeOver 31 WWE дебютировала с аналогичной установкой, получившей название Capitol Wrestling Center для шоу своего бренда NXT. С середины марта шоу NXT проходили за закрытыми дверями в Университете Full Sail в Уинтер-Парке, штат Флорида. Capitol Wrestling Center расположен в Подготовительном Центре WWE и имеет многие из тех же функций, что и ThunderDome. Главное отличие состоит в том, что Capitol Wrestling Center включает в себя небольшую толпу избранных живых фанатов, которые обязаны носить маски и разделены плексигласовыми стенами, в дополнение к виртуальным фанатам. Название также является данью уважения предшественнику WWE, корпорации Capitol Wrestling Corporation. После NXT TakeOver 31 также переехало в Подготовительный Центр WWE шоу 205 Live.
16 июля 2021 года Вселенная WWE вернулась!

## Место проведения и шоу

### Место проведения
Ниже перечислены места, в которых были проведены в WWE ThunderDome
| Арена          | Место проведения | Дата                                 |
| -------------- | ---------------- | ------------------------------------ |
| Эмвей-центр    | Орландо, Флорида | с 21 августа, 2020 — 7 декабря, 2020 |
| Тропикана-филд | Сент-Питерсберг  | 11 декабря, 2020 — 16 июля 2021      |

### Шоу
Ниже приведены шоу, которые были проведены на каждом месте проведения.

#### Эмвей-центр
| SmackDown                         | 21 августа, 2020 — 4 декабря, 2020 |
| 205 Live                          | 21 августа, 2020 — 2 октября, 2020 |
| Raw                               | 24 августа, 2020 — 7 декабря, 2020 |
| Main Event                        | 24 августа, 2020 — 7 декабря, 2020 |
| Pay-per-view и шоу от WWE Network |                                    |
| Шоу                               | Дата                               |
| SummerSlam                        | 23 августа, 2020                   |
| Payback                           | 30 августа, 2020                   |
| Clash of Champions                | 27 сентября, 2020                  |
| Hell in a Cell                    | 25 октября, 2020                   |
| Survivor Series                   | 22 ноября, 2020                    |

#### Тропикана-филд
| SmackDown                         | 11 декабря, 2020 — 16 июля 2021 |
| Raw                               | 14 декабря, 2020 — 16 июля 2021 |
| Main Event                        | 14 декабря, 2020 — 16 июля 2021 |
| Pay-per-view и шоу от WWE Network |                                 |
| Шоу                               | Дата                            |
| TLC: Tables, Ladders & Chairs     | 20 декабря, 2020                |
| Royal Rumble                      | 31 января, 2021                 |
| Hell in a Cell                    | 20 июня,2021                    |

## Заметки
1. 1 2  Main Event транслируется в записях в тот же день, что и понедельничное Raw, но выходит в эфир с задержкой по четвергам.